# Шіспаре
Шіспаре (або Шіспаре Сар; Shispare Sar) — одна з найвищих вершин групи Батура Музтаг (Batura Muztagh), розташована в західній частині гірської системи Каракорум.
Шіспаре лежить на схід від Батура Сар, найвищої вершини Батура Муздагу. Річка Гунза оточує масив з південного заходу, заходу і північного заходу. Долина Ганзи знаходиться в дистрикті Гілгіт на півночі Пакистану.
Перше сходження було здійснене 21 липня 1974 р. польсько-німецькою експедицією під керівництвом Януша Курчаба. Члени експедиції: H. Bleicher, L. Cichy, M. Grochowski, J. Holnicki-Szulc, A. Młynarczyk, H. Oberhofer, J. Poręba. Підйом тривав 35 днів, у цей час один член експедиції (Heinz Borchers) загинув в лавині.
Наступна спроба була здійснена у 1989 р. японською експедицію під проводом Масато Окамото (Masato Okamoto). Група перебувала на горі 2 місяці, але не здолала вершину; піднялися вони тільки до висоти 7200 м.
В 1994 р. вершина здалася вдруге зусиллям японської експедиції під керівництвом Юкітеру Масуї (Yukiteru Masui).
Інших успішних сходжень на цю вершину не зафіксовано.

## Ресурси Інтернета
- Himalayan Index [Архівовано 17 липня 2017 у Wayback Machine.]
- Microsoft Encarta Map of Shispare
- A clickable map of the Batura Muztagh [Архівовано 20 вересня 2006 у Wayback Machine.]
- A short entry in French about the first ascent. [Архівовано 2 травня 2016 у Wayback Machine.]
- DEM files for the Himalaya [Архівовано 10 грудня 2009 у Wayback Machine.] (Corrected versions of SRTM data; Shispare is in the «Batura Sar» tile)
- A world peak list by reduced spire measure [Архівовано 25 вересня 2018 у Wayback Machine.] featuring Shispare as the world #11.
- Aerial Photos of Shispare by Brian McMorrow [Архівовано 16 січня 2017 у Wayback Machine.]